# Kaguya-sama: Love is War
Kaguya-sama wa kokurasetai: Tensai-tachi no renai zunōsen (かぐや様は告らせたい〜天才たちの恋愛頭脳戦〜, litt. « Mme Kaguya veut qu'il se déclare : La Guerre psychologique romantique de génies ») est une série de manga écrite et dessinée par Aka Akasaka.
La série est aussi connue à l'étranger sous le titre Kaguya-sama: Love is War (litt. « Kaguya-sama : L'Amour est une guerre »).
L'histoire suit le quotidien de Kaguya Shinomiya et Miyuki Shirogane, étudiants brillants dans un lycée élitiste, et de leur entourage. Les deux adolescents sont passionnément amoureux l'un de l'autre mais, tous deux trop orgueilleux pour faire le premier pas, ils se livrent une guerre psychologique sans merci pour faire en sorte que l'autre avoue ses sentiments en premier.
Lancée dans le magazine de seinen manga Miracle Jump (ja) de Shūeisha en mai 2015, la série est transférée dans le magazine Weekly Young Jump du même éditeur en mars 2016 et se termine en novembre 2022. Une version française est éditée par Pika Édition depuis mars 2021.
Une adaptation en une série télévisée d'animation, produite par le studio A-1 Pictures, est diffusée depuis le 12 janvier 2019.
Une adaptation filmique homonyme en prise de vues réelles est sortie le 6 septembre 2019. Sa suite, sous-titrée Final (ファイナル, Fainaru), est quant à elle sortie le 20 août 2021.

## Histoire

### Prologue
L'Académie Shūchiin (秀知院学園, Shūchiin gakuen) est une prestigieuse école où les futures élites du pays, quasi exclusivement des enfants de riches, poursuivent leurs études.

### Synopsis
Au sein du bureau des élèves de l'Académie Shūchiin, la vice-présidente Kaguya Shinomiya et le président — de milieu modeste — Miyuki Shirogane, conçoivent l'amour d'une façon particulière : ils sont attirés l'un par l'autre, mais il leur est impossible d'avouer leurs sentiments en raison de leur trop grande fierté, et ce, même si un semestre s'est écoulé.
Considérant en effet la corrélation entre inégalité d'intérêt amoureux et rapport de domination dans une relation de cet acabit, ils en concluent chacun de leur côté que celui des deux qui se confesserait en premier, deviendra le « perdant » du couple et en viendra immanquablement à être soumis par l'autre.
Ainsi commence leur quotidien rempli de complots divers et autres stratagèmes pour forcer l'autre à avouer ses sentiments…

## Personnages

### Principaux

#### Protagonistes

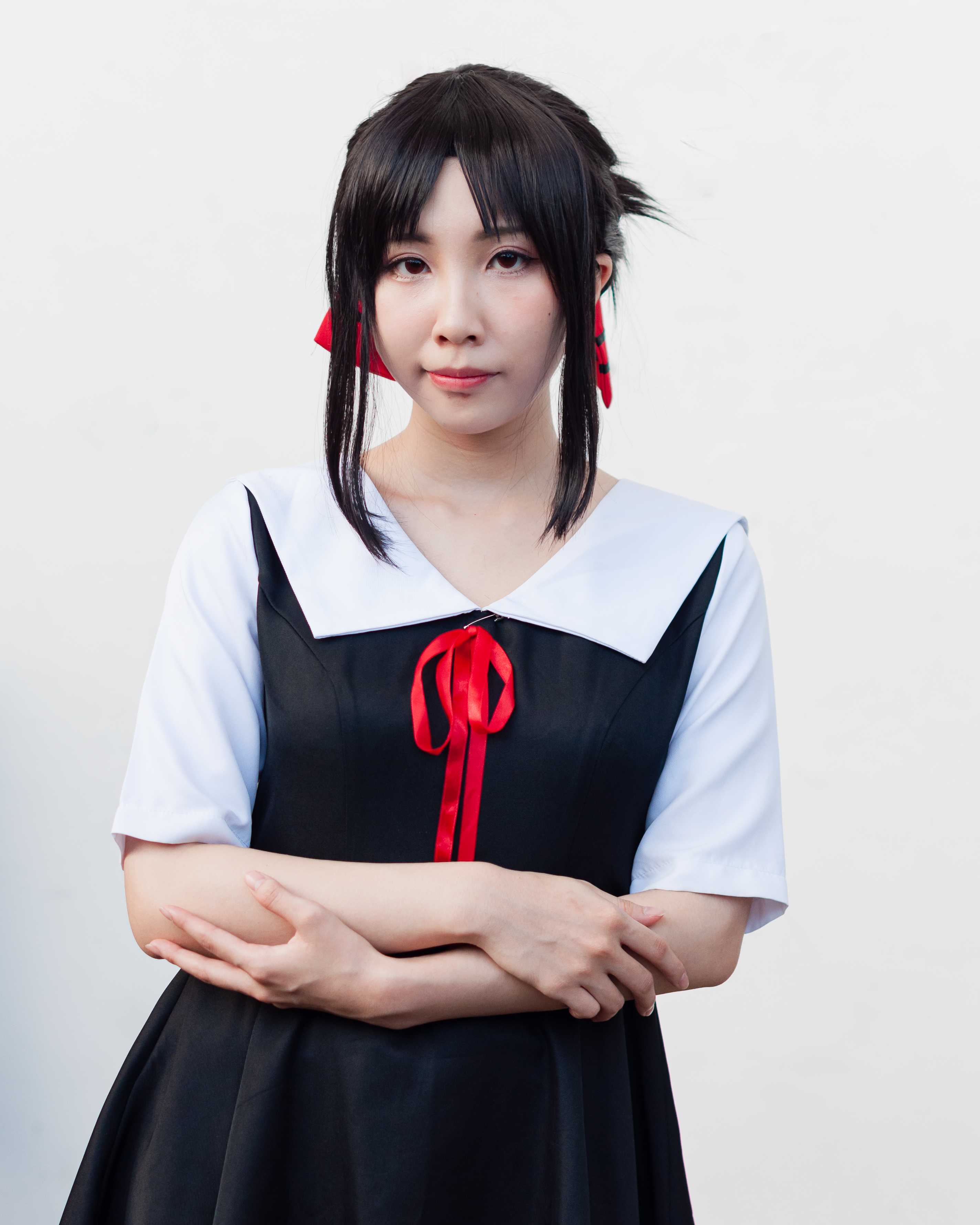
Costumade de Kaguya Shinomiya (en uniforme d'été) durant la Petit Fancy 32 à Taipei (Taiwan).

Kaguya Shinomiya (四宮 かぐや, Shinomiya Kaguya)
Voix japonaise : Aoi Koga,, voix française : Emmylou Homs,
Rôle-titre et protagoniste féminine de l'histoire, Kaguya est la vice-présidente du Bureau des élèves (B.D.E.) de l'Académie Shūchiin, ainsi que sa seconde élève la mieux notée.
Une fille belle, intelligente et riche, dont la famille possède l'un des plus grands zaibatsu du Japon. Avant de rejoindre le B.D.E., elle était froide, prudente et avait très peu d'amis en dehors d'une domestique de sa famille, Ai, et de sa condisciple Chika. Bien qu'elle ne le montre pas, elle est compétitive avec le président Shirogane dans les études, et extrêmement frustrée à chaque fois qu'il obtient une note supérieure à la sienne.
Tout au long de l'histoire, Kaguya et Miyuki s'efforcent mutuellement de se faire avouer leur amour, en abordant la situation comme un jeu de pouvoir. Elle développe des sentiments romantiques plus forts pour lui au fur et à mesure que l'intrigue approche la limite du lubrique, notamment avec ses appréciations sur l'expression de son président, qui semble intense avec ses cernes (dues au manque chronique de sommeil).
Kaguya est illustrée comme une fille athlétique aux cheveux noirs, aux yeux rubis et complexant sur sa petite poitrine, au point de la comparer généralement à celle de Chika. Malgré ses épisodes de personnalité meurtrière et sournoise, la vice-présidente est une fille très gentille qui se soucie profondément de ses amis, et fait ce qu'elle pense être juste en dépit de la devise de sa famille de ne jamais faire confiance aux autres.
Miyuki Shirogane (白銀 御行, Shirogane Miyuki)
Voix japonaise : Makoto Furukawa (ja),, voix française : Martin Faliu,
Protagoniste masculin de l'histoire, Miyuki est le président du B.D.E. de l'Académie Shūchiin, ainsi que son élève le mieux noté.
Un garçon brillant, assidu et concentré dont la famille est composée d'un père au chômage et d'une sœur cadette, elle-même trésorière du B.D.E. du collège de Shūchiin. Il s'engage dans des combats psychologiques avec la vice-présidente Shinomiya afin de la faire avouer ses sentiments, ce qui génère souvent des situations embarrassantes pour le duo, qui tombe mutuellement amoureux au fil de l'histoire.
Malgré sa nature de travailleur acharné et son titre de premier de sa promotion mérité par ses notes, Miyuki est extrêmement malhabile dans quasiment tous les loisirs (à l'exception notable du dessin). Pour ne pas salir sa réputation auprès des lycéens et de Kaguya, il est à chaque fois entraîné par la secrétaire du B.D.E., Chika Fujiwara, qui jure à chaque fois qu'elle ne le refera plus jamais, puis finit par le prendre en pitié à nouveau.
Contrairement à l'écrasante majorité des élèves de son école, enfants de familles aisées admis par leur privilèges, il fut quant à lui accepté par ses efforts personnels car appartenant à un milieu modeste : étant donné le chômage de son père et l'absence de sa mère, sa famille est en effet extrêmement pauvre, les obligeant sa sœur et lui à occuper en parallèle des études, divers emplois à temps partiel afin d'aider à payer les factures.
Miyuki est représenté comme un beau garçon avec des cheveux blonds en bataille et un regard « mauvais », dont des cernes apparentes sont dues à un manque chronique de sommeil. Malgré sa phobie des insectes et sa fascination surnaturelle pour les belles choses, des étoiles à sa vice-présidente, il est une personne très fiable, honnête et attentionnée tout au long de l'histoire, ce qui lui vaut l'admiration et le respect de tous les personnages.

#### Personnages de soutien

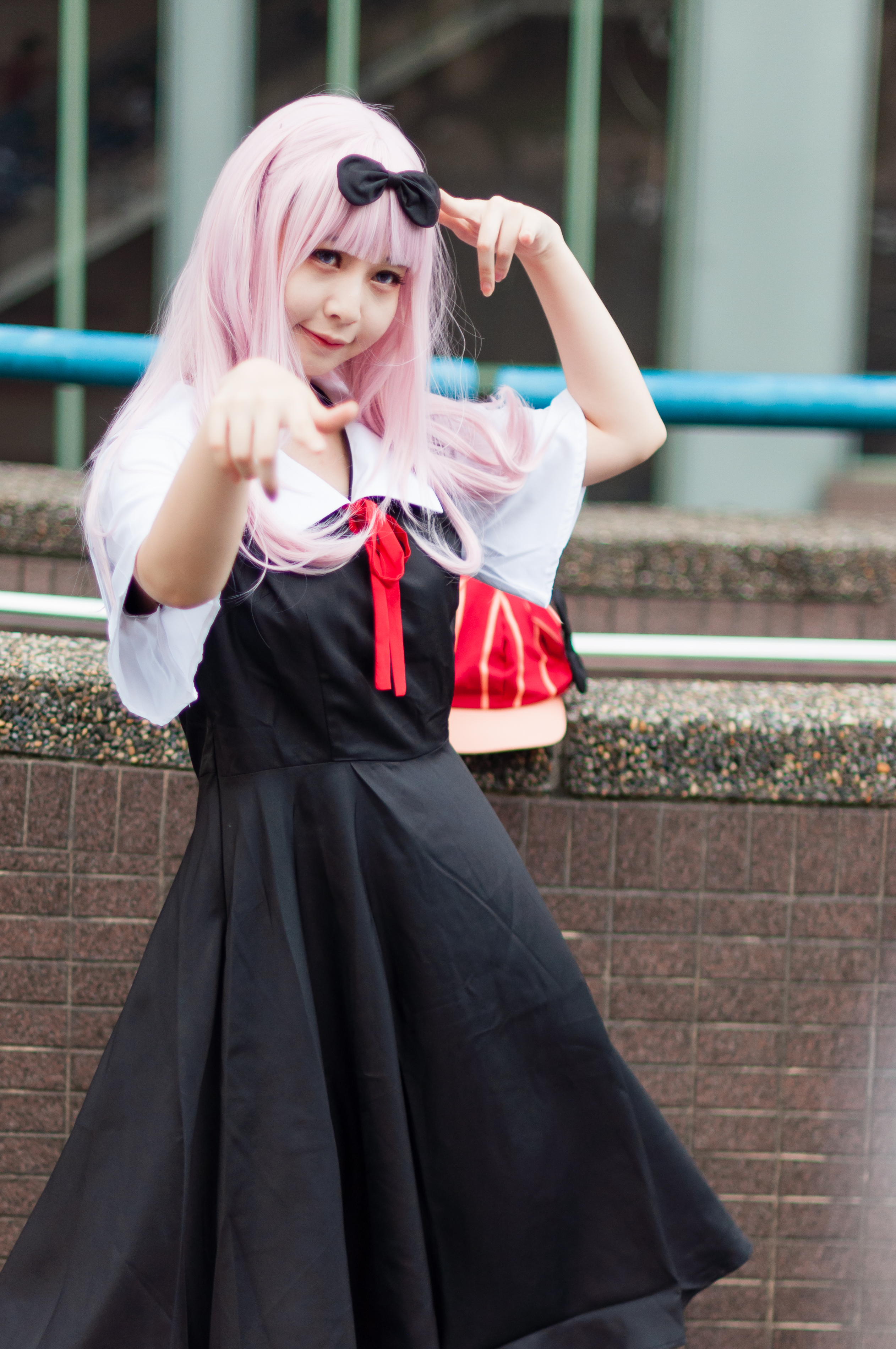
Costumade de Chika Fujiwara (en uniforme d'été) durant la Comic World Taiwan 55 à Taipei (Taiwan).

Chika Fujiwara (藤原 千花, Fujiwara Chika)
Voix japonaise : Konomi Kohara,, voix française : Clara Soares,
Chika est la secrétaire du B.D.E. de l'Académie Shūchiin.
Seconde de sa sororité, elle est une jeune fille enfantine et décontractée issue d'une famille de politicien. Elle est également membre du club de jeux de tables (テーブルゲーム部, Tēburugēmu-bu, parfois stylisé TG-bu (TG部)) de l'établissement, dans lequel elle conçoit des jeux de société pendant son temps libre, en utilisant occasionnellement toute l'école comme terrain de jeu.
Enfant, Chika était une prodige du piano et avait de grandes aptitudes pour la musique, mais elle a décidé d'en faire un passe-temps plutôt qu'une carrière, et plaisante avec un conseiller d'orientation de l'école à propos du fait de devenir Première ministre du Japon. Elle montre un côté maternel plus délicat en aidant son président à développer des compétences qu'il maîtrise mal dans certains domaines comme le chant, le volley-ball et la danse traditionnelle : cependant, elle devient progressivement traumatisée par ses expériences en l'aidant, au point de penser de lui qu'il est à la fois admirable pour son travail acharné, mais aussi extrêmement difficile à former et encadrer.
Chika est dépeinte comme une petite fille candide aux longs cheveux roses et (contrairement à Kaguya) à forte poitrine, mais aussi une fille à papa avec un côté calculateur semblable à un politicien, immature et très gâtée, aussi égoïste que narcissique et, surtout, un élément imprévisible ne sachant pas apprécier pertinemment les situations, ce qui l'amène souvent à les bouleverser voire empirer (généralement, au détriment des protagonistes) sans même s'en rendre compte. Seule véritable amie scolaire de la vice-présidente depuis le collège, elle l'a très souvent invitée chez elle jusqu'à ce que la famille Shinomiya réduise ses déplacements.
Yū Ishigami (石上 優, Ishigami Yū)
Voix japonaise : Ryōta Suzuki (ja),, voix française : Hervé Grull,
Yū est le trésorier du B.D.E. de l'Académie Shūchiin.
Kōhai de Miyuki, Kaguya et Chika n'apparaissant d'abord qu'anecdotiquement ou fugacement au début de l'histoire, il gère les comptes du Bureau par ses prouesses informatiques en qualité de fils cadet d'un président d'entreprise de technologie. C'est une personne très introvertie mais franche qui est généralement plus intéressé par ses jeux vidéo que le fait de garder de bonnes notes à l'école, et garde ses distances par rapport aux autres élèves.
Au fur et à mesure de l'histoire, Yū devient plus ouvert avec les autres membres du Bureau, en particulier le président qui est son meilleur ami : néanmoins, il développe tout de même une peur instinctive de la vice-présidente Shinomiya à cause de ses épisodes psychopathiques, ainsi que certaines de ses réactions irrationnelles et menaçantes envers lui. Il se montre très honnête et sincère, au point de nuire à lui-même afin d'éviter aux autres de se blesser ; cependant, il est également très direct et frustré par les individus qui ne comprennent pas ce qu'il perçoit comme des connaissances de base, ou rationnelles.
On apprend dans le volume 9 que son intégrité et son courage lui ont valu par le passé d'être injustement mis au ban du collège des mois durant. Shirogane rétablit la vérité en enquêtant sur son cas ; c'est pourquoi Ishigami lui tient depuis une solide amitié et une grande reconnaissance.
Il est représenté comme un garçon de taille moyenne aux cheveux noirs, à l'allure d'emo dont la frange ne laisse généralement entrevoir qu'un seul œil.
Miko Iino (伊井野 ミコ, Iino Miko)
Voix japonaise : Miyu Tomita,, voix française : Isabelle Volpé,

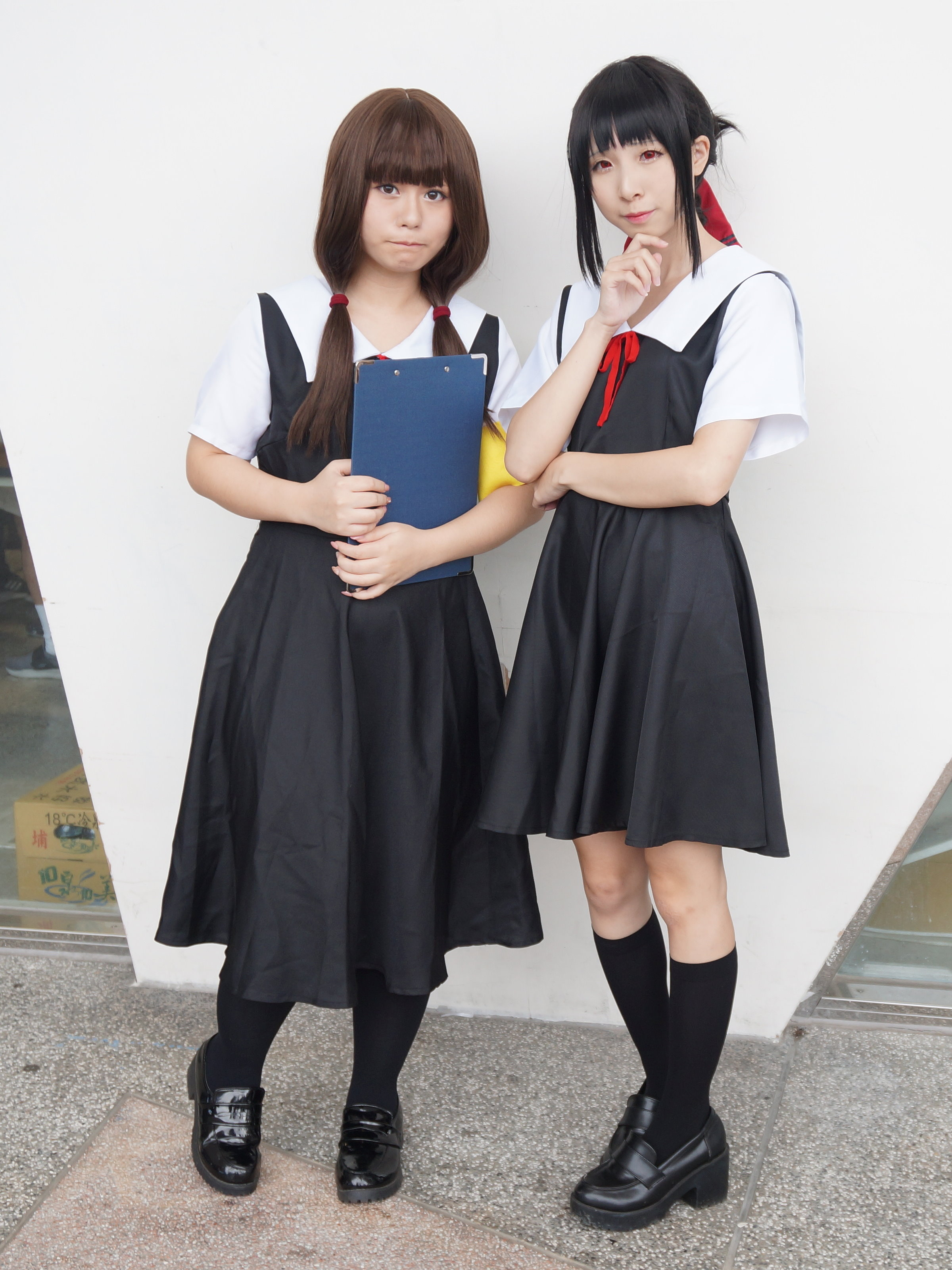
Costumade de Miko Iino (en uniforme d'été, à gauche dans l'image) durant la Comic Nova 11 à Taipei (Taiwan).

Miko est l'inspectrice des finances du B.D.E. de l'Académie Shūchiin.
Membre du Comité de discipline, elle est une kōhai de Miyuki, Kaguya et Chika, ainsi qu'une camarade de classe de Yū. Idéaliste très vertueuse, diligente et dynamique, elle s'inspire de ses parents qu'elle respecte beaucoup pour leurs contributions bien qu'elle ne les voit guère souvent, son père travaillant comme juge à la Cour suprême et sa mère œuvrant à l'international pour une organisation humanitaire : toutefois, malgré ses opinions tranchées, son sens radical de la justice ainsi que son obstination à vouloir imposer ses idées, elle est très timide face à des groupes de personnes, craignant énormément de devoir parler en public, et a besoin d'une influence émotionnelle extérieure pour se remettre sur la bonne voie.
Souvent à côté de la plaque dans les situations, d'autant plus lorsqu'il y a malentendu, elle se méprend facilement sur les membres du B.D.E. : elle admire voire, idéalise parfois Chika (sans réellement la connaître) au point de manifester un biais en sa faveur ; aussi, à l'inverse, rejette aisément Yū pour sa fainéantise ainsi que son manque de sérieux dans les études ; et enfin, démontre une imagination vive en ce qui concerne le président et la vice-présidente qu'elle perçoit, respectivement, comme un énorme séducteur et une méchante sadique. Elle écoute aussi des CD de jeunes hommes l'admirant comme source d'inspiration, montrant un côté pervers dans lequel elle prend plaisir à être félicitée, malgré son conservatisme avec ceux ayant des relations à l'école.
Elle est dépeinte comme une belle fille de petite taille très attentionnée et réfléchie, avec les cheveux attachés de part et d'autre du visage ainsi qu'une jupe d'uniforme plus longue que la moyenne (s'arrêtant en-dessous des genoux).
Ai Hayasaka (早坂 愛, Hayasaka Ai)
Voix japonaise : Yumiri Hanamori (ja),, voix française : Lisa Caruso,
Ai est la secrétaire personnelle de Kaguya, ainsi que son amie d'enfance.
La famille d'Ai travaille également pour le zaibatsu des Shinomiya depuis des générations, y compris sa mère qu'elle méprise légèrement pour ne pas être avec elle, mais pour qui elle est chère. En dépit d'être une employée de la famille Shinomiya, Kaguya est très gentille avec elle, entretenant ainsi une relation sororelle. Ai garde de nombreuses personnalités dans sa vie afin de s'assurer que les gens, en particulier Miyuki et Chika, ne connaissent pas sa véritable identité. Elle incarne une étudiante gyaru quand elle va à l'école et parfois un majordome se faisant appelé Haysaca (ハーサカ, Hāsaka) quand les autres viennent chez Kaguya. Ai peut être considérée comme plus calculatrice et plus rusée que Kaguya, mais elle est aussi très vulnérable, car elle désire une vie normale au lycée et d'avoir un petit ami et finit par dire à Miyuki qui elle est réellement et devient son ami. Elle est dépeinte comme une fille athlétique de petite taille aux cheveux blonds et aux yeux perçants qui, en dehors de ses airs calculatrices et sadiques, est très attentionnée et émotive, en particulier avec Kaguya.

### Secondaires

#### Académie Shūchiin
Nagisa Kashiwagi (柏木 渚, Kashiwagi Nagisa)
Voix japonaise : Momo Asakura,, voix française : Rune Carmes
Une condisciple demandant parfois des conseils à Kaguya pour ses relations à la suite de la déclaration d'un camarade de classe qu'elle a acceptée.
Elle a les cheveux noirs et courts et porte une épingle à cheveux à double bande d'un côté. Elle est la fille d'une riche famille propriétaire d'une entreprise de construction navale possédant son chantier. Elle fait partie des dix meilleurs élèves de sa classe. Elle remarque plus tard que Kaguya et Miyuki s'aiment peut-être mutuellement. Elle présente de nombreux comportements de petite amie, tels que parler beaucoup, être de mauvaise humeur ou même jalouse au point de faire appel à un détective privé pour espionner son petit ami et voir s'il a une liaison, puis se réconcilier avec lui en se montrant passionnée et en lui faisant beaucoup de contacts physiques.
Tsubasa Tanuma (田沼 翼, Tanuma Tsubasa)
Voix japonaise : Taku Yashiro (ja),, voix française : Bruno Méyère
Condisciple et, à la suite de sa déclaration auprès d'elle, compagnon de Nagisa demandant régulièrement des conseils sentimentaux à Miyuki.
Il est en couple avec Kashiwagi depuis que le président Shirogane lui a recommandé de se confesser avec audace. Il est le fils d'un directeur d'hôpital.
Kobachi Osaragi (大仏 こばち, Osaragi Kobachi)
Voix japonaise : Rina Hidaka,, voix française : Isabelle Desplantes,
Kobachi est membre du comité de discipline et une condisciple meganekko de Miko, dont elle s'occupe depuis plus de 10 ans.
Ses parents étaient des célébrités de la télévision et elle, vouée à devenir une enfant star : toutefois, un scandale frappant sa famille l'a poussée à faire profil bas depuis le collège.

#### Familles
Kei Shirogane (白銀 圭, Shirogane Kei)
Voix japonaise : Sayumi Suzushiro,, voix française : Clotilde Verry
La petite sœur de Miyuki, elle-même trésorière du B.D.E. de son collège.
Kaguya l'admire parce qu'elle ressemble beaucoup à son frère puisqu'elle est assez sérieuse ; être avec elle, c'est comme être avec Miyuki. Elle est également très soucieuse de son budget et occupe un poste de livreuse de journaux à temps partiel pour aider sa famille à payer les factures. Elle agit de manière rebelle lorsqu'il s'agit d'interagir avec son frère, le trouvant ennuyeux et pas à la mode. Elle est une amie proche des Fujiwara via la plus jeune des filles Moeha, sa camarade de classe, et son aînée directe Chika. Bien qu'elle n'interagisse pas beaucoup avec Kaguya, Kei essaie de mieux la connaître et est heureuse quand elle fait de petites avancées.
Le père des Shirogane (白銀の父, Shirogane no chichi)
Voix japonaise : Takehito Koyasu,, voix française : David Krüger
Le père de Miyuki et Kei au métier non précisé.
Il est très endetté et vit dans un appartement avec ses deux enfants pour un loyer mensuel de 50 000 ¥.
Sa femme l'a quitté il y a sept ans, mais ils ne sont toujours pas divorcés car il l'aime toujours.
Moeha Fujiwara (藤原 萌葉, Fujiwara Moeha)
Voix japonaise : Ari Ozawa (ja), voix française : Anna Lauzeray Gishi
La petite sœur de Chika, elle-même vice-présidente du B.D.E. de son collège.
Elle est amie avec Kei et admire aussi le grand frère de celle-ci, le président du B.D.E. de sa sœur aînée. Elle fut comme elle déçue que Kaguya vienne de moins en moins chez elles, à cause des restrictions de sa famille.
Elle trahit parfois sous ses airs candides une facette sombre de psychopathe avec des pulsions d'emprise.

## Analyse de l'œuvre

### Inspiration et création de l'œuvre
Kaguya-sama wa kokurasetai: Tensai-tachi no renai zunōsen (かぐや様は告らせたい〜天才たちの恋愛頭脳戦〜) est la troisième œuvre réalisée par Aka Akasaka, après l'adaptation des romans « Sayonara Piano Sonata (ja) » (さよならピアノソナタ) de Hikaru Sugii et son manga original « ib Instant Bullet (ja) » (ib インスタントバレット), tous deux prépubliés dans le Dengeki Maoh de Kadokawa.
Alors que sa série ib Instant Bullet approche de sa conclusion, Akasaka cherche à proposer une nouvelle série dès la fin de cette dernière ; c'est au cours d'une entrevue à la Shūeisha pour d'autres raisons qu'il fait la rencontre fortuite de l'éditeur en chef du Weekly Young Jump avec lequel il discute et lui explique qu'il veut être publié dans son magazine. Celui-ci lui présente alors son actuel éditeur ; pendant trois mois, ils vont s'entretenir plusieurs fois sur l'intrigue originale du nouveau projet dont Akasaka avoue s'être lancé dans un premier temps sur un thème plus sombre et déprimant en incorporant des éléments de fantasy et de « death game » (デスゲーム, litt. « jeu mortel »),, mais son éditeur fait un revirement et souhaite « quelque chose de plus léger » et de « grand public ». À ce moment-là, le Young Jump ne comporte pas de comédie romantique en cours de publication, Akasaka veut ainsi s'expérimenter dans ce genre en retravaillant « Kaguya-sama » sur cette ligne.
Le lycée est le lieu principal des événements de la série car il s'agit d'une époque où Akasaka n'avait pas beaucoup d'expérience en matière de relations romantiques, indiquant un « réel écart entre ce qu'il avait imaginé dans sa jeunesse et la réalité ». Cette idée de relations au lycée lui est venue en tête alors qu'il fumait de la nourriture, et a proposé le concept de vouloir récupérer certaines de ses sentiments et émotions de sa jeunesse dans ce fantasme. Il conçoit ainsi « une guerre psychologique entre deux tsundere qui s'aiment ». Il voulait aussi faire plus de batailles intellectuelles comme Death Note mais le thème a davantage changé pour « le choc des sentiments romantiques ».

### Design des personnages
Les noms des personnages sont dérivés du monogatari Kaguya-hime. Akasaka a déclaré qu'il aimait les histoires de princesses depuis longtemps et notamment Kaguya-hime.

### Thèmes abordés
Akasaka cherche avec son manga à transmettre au lecteur des messages significatifs sur les relations humaines plutôt que de mettre en valeur un certain nombre de gags et de réactions de personnages.

## Manga

Logo original de la série.

La série est lancée dans le numéro de juin 2015 du magazine de prépublication mensuel de seinen manga Miracle Jump (ja), le 19 mai 2015 ; un dernier chapitre y est publié dans le numéro de février 2016, sorti le 1er janvier 2016, avant son transfert dans le 17e numéro de 2016 du magazine hebdomadaire Weekly Young Jump du même éditeur, le 24 mars 2016,. Une histoire connexe est publiée dans le premier numéro du Young Jump Gold le 18 mai 2017,. Avec le premier volume tankōbon publié par Shūeisha en mars 2016, la série compte à ce jour vingt-huit volumes tankōbon. En octobre 2021, le manga rentre dans son dernier arc. En juin 2022, il est annoncé que le manga se terminerait dans 14 chapitres. Le manga prend alors fin le 2 novembre 2022.
Annoncé en juin 2018, un manga spin-off de Shinta Sakayama, intitulé Kaguya-sama wa Kokurasetai: Dōjin-ban (かぐや様は告らせたい 同人版), est publié sur le site Tonari no Young Jump de Shūeisha depuis le 14 juin 2018,. Il comporte des scénarios érotiques qui ne se produisent pas dans la série principale. La série s'est conclue avec son 33e chapitre, publié le 25 juin 2020,. Un premier volume tankōbon est publié par Shūeisha en décembre 2018. Elle est composée au total de quatre volumes tankōbon.
Également annoncé en juin 2018, une seconde série dérivée au format quatre cases, dessinée par G3 Ida, est lancée dans le 34e numéro du Weekly Young Jump, sorti le 26 juillet 2018,. Intitulée Kaguya-sama o kataritai (かぐや様を語りたい), on y suit des filles qui admirent le Bureau des élèves sans savoir ce qui se passe réellement à l'intérieur. Huit volumes tankōbon ont été publiés par Shūeisha.

### Publication à l'étranger
En septembre 2020, Pika Édition a annoncé l'acquisition de la licence de la série principale pour la version française, sous le titre international Kaguya-sama: Love is War, avec une traduction de Marylou Leclerc et dont les deux premiers tomes ont été publiés en mars 2021,. Egmont Manga édite une version allemande du manga depuis avril 2020,. À l'occasion des Lucca Comics and Games 2019, Star Comics a annoncé l'acquisition des droits pour la publication du manga en italien à partir de septembre 2020,. Une version en russe est éditée par Azbooka-Atticus (ru) depuis 2020.
En Amérique du Nord, la maison d'édition VIZ Media a annoncé lors du Comic-Con à San Diego, le 20 juillet 2017, l'obtention des droits d'édition de la version anglaise de la série sous le titre Kaguya-sama: Love is War ; le premier volume est sorti en mars 2018,. Le groupe Panini publie la série en Amérique du Sud dans différentes éditions : deux versions en espagnol pour le Mexique et l'Argentine respectivement depuis septembre 2020, et novembre 2020, et une autre version en portugais brésilien pour février 2021,.
Tong Li Publishing publie la série en chinois traditionnel depuis février 2017. En Chine, la série est publiée numériquement par bilibili. En Indonésie, la série est éditée par M&C! depuis juillet 2020,.

## Anime

### Série télévisée
Une adaptation en une série télévisée d'animation a été annoncée par Shūeisha en juin 2018,. Celle-ci est réalisée par Mamoru Hatakeyama et écrite par Yasuhiro Nakanishi au sein du studio d'animation A-1 Pictures ; Yūko Yahiro a fourni les character designers tandis que Jin Aketagawa est le directeur sonore et Kei Haneoka compose la bande originale de la série,. La narration de la série est confiée à Yutaka Aoyama (ja),. La série est composée de 12 épisodes de 25 minutes répartis dans six coffrets Blu-ray/DVD,. Elle est diffusée au Japon entre le 12 janvier et le 30 mars 2019 sur Tokyo MX, BS11, GTV et GYT, et un peu plus tard sur MBS, CTV et TVN,.
Shūeisha a révélé lors de l'événement Young Jump Bunkasa (ヤンジャン文化祭), le 19 octobre 2019, la production d'une seconde saison sous le titre Kaguya-sama wa kokurasetai?: Tensai-tachi no renai zunōsen (かぐや様は告らせたい？ 天才たちの恋愛頭脳戦). L'équipe de production reste identique et les seiyū reprennent leurs rôles de la première saison. Elle est diffusée pour la première fois entre le 11 avril et le 27 juin 2020 sur Tokyo MX, GTV, GYT et BS11, et un peu plus tard sur TeNY et MBS,. Cette deuxième saison est composée de 12 épisodes de 25 minutes répartis dans six coffrets Blu-ray/DVD.
Lors d'une présentation qui s'est déroulée le 25 octobre 2020, la production d'un OAV et d'une troisième saison a été annoncé, ; les trois épisodes spéciaux sont prévus avec l'édition spéciale du 22e volume du manga qui sortira le 19 mai 2021. La troisième saison garde la même équipe de production et le même casting. La série est diffusée depuis le 9 avril 2022 jusqu'au 25 juin 2022 sous le nom de Kaguya-sama wa Kokurasetai -Ultra Romantic- sur les chaînes Tokyo MX, BS11, Gunma TV et Tochigi TV, et un peu plus tard sur MBS, RKB et TeNY.
En juin 2022, le site officiel de l'anime annonce un nouveau projet en production. Des précisions sont annoncés en juillet 2022 en ajoutant qu'il s'agit d'un film d'animation intitulé Kaguya-sama: Love is War -The First Kiss That Never Ends- (かぐや様は告らせたいファーストキスは終わらない, Kaguya-sama wa Kokurasetai: First Kiss wa Owaranai), faisant suite au scénario de la troisième saison. Le film reprend la même équipe de production et le même casting que la série. Il est sorti le 17 décembre 2022 dans les salles de cinéma japonaises,. Le film sera par la suite diffusé les 11 et 14 février 2023 dans les salles de cinéma en France, en Belgique et au Luxembourg. Le film est ensuite sorti en simulcast, divisé en 4 parties, les 31 mars 2023 et 2 avril 2023.
Wakanim et Crunchyroll détiennent les droits de diffusion de la série dans les pays francophones sous le titre Kaguya-sama: Love is War ; ils détiennent également les droits pour la seconde saison sous le titre Kaguya-sama: Love is War? ; ainsi que les droits de la troisième saison sous le titre Kaguya-sama: -Ultra Romantic-,. Depuis le 29 avril 2022, Crunchyroll diffuse également une version française de la troisième saison de l'anime,, celle-ci est dirigée par Fouzia Youssef Holland, par des dialogues adaptés de Roxane Leca et Sarah Provost. Wakanim diffuse aussi les deux saisons dans les pays nordiques avec des sous-titres anglais, dans les pays germanophones en allemand et d'autres territoires européens en russe,. Aniplex of America détient la licence de la franchise dont la première saison est distribuée entre Crunchyroll, hulu et FunimationNow, et est diffusée en Amérique, en Australie, en Nouvelle-Zélande et dans les îles Britanniques, ; pour la seconde saison, elle est exclusivement diffusée par Funimation avec des sous-titres anglais et un doublage anglais en Amérique du Nord et dans les îles Britanniques, mais également au Méxique et au Brésil. En Australie et en Nouvelle-Zélande, la série est aussi licenciée par AnimeLab,. La plateforme bilibili diffuse en Chine les deux saisons de la série. Muse Communication détient la licence des deux saisons en Asie du Sud-Est.

#### Liste des épisodes
| Kaguya-sama: Love is War (1re saison) | Kaguya-sama: Love is War (1re saison) | Kaguya-sama: Love is War (1re saison) | Kaguya-sama: Love is War (1re saison) |
| No                                    | Titre de l'épisode en français | Titre original | Date de 1re diffusion                 |
| ------------------------------------- | --- | --- | ------------------------------------- |
| 1                                     | Je veux qu'il m'invite au cinéma / Kaguya veut qu'on l'arrête / Kaguya veut manger                                                                | 映画に誘わせたい / かぐや様は止められたい / かぐや様はいただきたい Eiga ni sasowa setai / Kaguya-sama wa tomeraretai / Kaguya-sama wa itadakitai                                                                            | 12 janvier 2019                       |
| [Chapitres 01-12-05]                  | | |                                       |
| 2                                     | Kaguya veut échanger / Fujiwara veut sortir / Shirogane Miyuki veut se cacher                                                                     | かぐや様は交換したい / 藤原ちゃんは出かけたい / 白銀御行は隠したい Kaguya-sama wa kōkanshitai / Fujiwara-chan wa dekaketai / Shirogane Miyuki wa kakushitai                                                                 | 19 janvier 2019                       |
| [Chapitres 11-07-06]                  | | |                                       |
| 3                                     | Shirogane Miyuki ne l'a pas encore fait / Kaguya veut qu'on devine / Kaguya veut marcher                                                          | 白銀御行はまだしてない / かぐや様は当てられたい / かぐや様は歩きたい Shirogane Miyuki wa madashitenai / Kaguya-sama wa ate raretai / Kaguya-sama wa arukitai                                                                | 26 janvier 2019                       |
| [Chapitres 14-08-09]                  | | |                                       |
| 4                                     | Kaguya veut adorer / Le B.D.E. veut faire dire / Kaguya veut recevoir / Shirogane Miyuki veut parler                                              | かぐや様は愛でたい / 生徒会は言わせたい / かぐや様は送らせたい / 白銀御行は話したい Kaguya-sama wa medetai / Seitokai wa iwasetai / Kaguya-sama wa okurasetai / Shirogane Miyuki wa hanashitai                              | 2 février 2019                        |
| [Chapitres 17-18-19-20]               | | |                                       |
| 5                                     | Kaguya veut bien faire / Shirogane Miyuki veut montrer ce qu'il sait faire / Kaguya veut qu'on lui tienne                                         | かぐや様はこなしたい / 白銀御行は見せつけたい / かぐや様は差されたい Kaguya-sama wa konashitai / Shirogane Miyuki wa misetsuketai / Kaguya-sama wa sasaretai                                                                | 9 février 2019                        |
| [Chapitres 16-23-21]                  | | |                                       |
| 6                                     | Ishigami Yū veut survivre / Fujiwara Chika veut tester / Kaguya veut qu'on la remarque                                                            | 石上優は生き延びたい / 藤原千花はテストしたい / かぐや様は気づかれたい Ishigami Yū wa ikinobitai / Fujiwara Chika wa tesuto shitai / Kaguya-sama wa kizukaretai                                                             | 16 février 2019                       |
| [Chapitres 24-28-25]                  | | |                                       |
| 7                                     | Shirogane Miyuki veut travailler / Kaguya veut qu'on la rejoigne / Kaguya veut supporter                                                          | 白銀御行は働きたい / かぐや様は入れたい / かぐや様は堪えたい Shirogane Miyuki wa hatarakitai / Kaguya-sama wa iretai / Kaguya-sama wa taetai                                                                                | 23 février 2019                       |
| [Chapitres 26-29-27]                  | | |                                       |
| 8                                     | Kaguya veut se faire appeler / Shirogane Miyuki ne peut pas perdre / C'est ainsi qu'Ishigami Yū ferma les yeux                                    | かぐや様は呼ばせたい / 白銀御行は負けられない / そして石上優は目を閉じた Kaguya-sama wa yobasetai / Shirogane Miyuki wa make rarenai / Soshite Ishigami Yū wa me otojita                                                    | 2 mars 2019                           |
| [Chapitres 39-31-55]                  | | |                                       |
| 9                                     | Kaguya veut raccompagner / Fujiwara Chika veut rendre visite / À propos de Shinomiya Kaguya (1re partie)                                          | かぐや様は送りたい / 藤原千花は見舞いたい / 四宮かぐやについて① Kaguya-sama wa okuritai / Fujiwara Chika wa mimaitai / Shinomiya Kaguya ni tsuite 1                                                                         | 9 mars 2019                           |
| [Chapitres 33-34-35]                  | | |                                       |
| 10                                    | Kaguya ne pardonne pas / Kaguya veut pardonner / Shirogane Miyuki veut sortir                                                                     | かぐや様は許せない / かぐや様は許したい / 白銀御行は出かけたい Kaguya-sama wa yurusenai / Kaguya-sama wa yurushitai / Shirogane Miyuki wa dekaketai                                                                         | 16 mars 2019                          |
| [Chapitres 37-38-40]                  | | |                                       |
| 11                                    | Hayasaka Ai veut se baigner / Fujiwara Chika veut vraiment manger / Shirogane Miyuki veut la voir / Je n'entends pas le feu d'artifice (partie 1) | 早坂愛は浸かりたい / 藤原千花は超食べたい / 白銀御行は出会いたい / 花火の音は聞こえない (前編) Hayasaka Ai wa tsukaritai / Fujiwara Chika wa chō tabetai / Shirogane Miyuki wa deaitai / Hanabi no oto wa kikoenai (zenpen) | 23 mars 2019                          |
| [Chapitres 42-43-41-44]               | | |                                       |
| 12                                    | Je n'entends pas le feu d'artifice (partie 2) / Kaguya ne veut pas l'esquiver                                                                     | 花火の音は聞こえない (後編) / かぐや様は避けたくない Hanabi no oto wa kikoenai (kōhen) / Kaguya-sama wa saketakunai | 30 mars 2019                          |
| [Chapitres 44-45-46]                  | | |                                       |

| Kaguya-sama: Love is War? (2e saison) | Kaguya-sama: Love is War? (2e saison)                                                                                                | Kaguya-sama: Love is War? (2e saison) | Kaguya-sama: Love is War? (2e saison) |
| No                                    | Titre de l'épisode en français | Titre original | Date de 1re diffusion                 |
| ------------------------------------- | --- | --- | ------------------------------------- |
| 1                                     | Hayasaka Ai veut défendre / Le B.D.E. n'y croit pas / Kaguya veut se marier / Kaguya veut célébrer                                   | 早坂愛は防ぎたい / 生徒会は神ってない / かぐや様は結婚したい / かぐや様は祝いたい Hayasaka Ai wa fusegitai / Seitokai wa kami ttenai / Kaguya-sama wa kekkonshitai / Kaguya-sama wa iwaitai                                | 11 avril 2020                         |
| [Chapitres 30-48-57-51]               | | |                                       |
| 2                                     | Kaguya veut demander / Kaguya veut offrir / Fujiwara Chika veut vérifier                                                             | かぐや様は聞き出したい / かぐや様は贈りたい / 藤原千花は確かめたい Kaguya-sama wa kikidashitai / Kaguya-sama wa okuritai / Fujiwara Chika wa tashikametai                                                                  | 18 avril 2020                         |
| [Chapitres 52-53-54]                  | | |                                       |
| 3                                     | Shirogane Miyuki veut contempler / Le 67e Bureau des Élèves / Kaguya ne veut pas appeler                                             | 白銀御行は見上げたい / 第67期生徒会 / かぐや様は呼びたくない Shirogane Miyuki wa miagetai / Dai 67-ki seitokai / Kaguya-sama wa yobitakunai                                                                                | 25 avril 2020                         |
| [Chapitres 56-59-60]                  | | |                                       |
| 4                                     | Hayasaka Ai veut séduire / Kaguya veut une déclaration / Iino Miko veut redresser                                                    | 早坂愛はオトしたい / かぐや様は告ら“れ”たい / 伊井野ミコは正したい Hayasaka Ai wa Oto shitai / Kaguya-sama wa kokura “re” tai / Iino Miko wa tadashitai                                                                    | 2 mai 2020                            |
| [Chapitres 58-61-65]                  | | |                                       |
| 5                                     | Shirogane Miyuki veut être populaire / Kashiwagi Nagisa veut réconforter / Shirogane Miyuki veut chanter / Kaguya veut éliminer      | 白銀御行はモテたい / 柏木渚は慰めたい / 白銀御行は歌いたい / かぐや様は蹴落としたい Shirogane Miyuki wa motetai / Kashiwagi Nagisa wa nagusametai / Shirogane Miyuki wa utaitai / Kaguya-sama wa keotoshitai               | 9 mai 2020                            |
| [Chapitres 63-64-36-66]               | | |                                       |
| 6                                     | On ne peut rire d'Iino Miko / On veut faire sourire Iino Miko / Kaguya n'a pas été appelée                                           | 伊井野ミコを笑わせない / 伊井野ミコを笑わせたい / かぐや様は呼ばれない Iino Miko o warawasenai / Iino Miko o warawasetai / Kaguya-sama wa yobarenai                                                                        | 16 mai 2020                           |
| [Chapitres 67-68-69]                  | | |                                       |
| 7                                     | Kaguya veut déshabiller / Kaguya veut produire / Shirogane Miyuki veut faire lire / Kaguya-sama aime les aquariums                   | かぐや様は脱がせたい / かぐや様は出させたい / 白銀御行は読ませたい / かぐや様♡アクアリウム Kaguya-sama wa nugasetai / Kaguya-sama wa dasasetai / Shirogane Miyuki wa yomasetai / Kaguya-sama ♡ Akuariumu                   | 23 mai 2020                           |
| [Chapitres 70-71-73-74]               | | |                                       |
| 8                                     | Iino Miko veut réprimer / Kaguya n'as pas peur / Kaguya veut être examinée                                                           | 伊井野ミコは抑えたい / かぐや様は怯えない / かぐや様は診られたい Iino Miko wa osaetai / Kaguya-sama wa obienai / Kaguya-sama wa miraretai                                                                                  | 30 mai 2020                           |
| [Chapitres 72-78-79]                  | | |                                       |
| 9                                     | C'est ainsi qu'Ishigami Yū ferma les yeux (2) / Kaguya veut toucher / Kaguya refuse pas                                              | そして石上優は目を閉じた② / かぐや様は触りたい / かぐや様は断らない Soshite Ishigami Yū wa me o tojita (2) / Kaguya-sama wa sawaritai / Kaguya-sama wa kotowaranai                                                         | 6 juin 2020                           |
| [Chapitres 80-81-82]                  | | |                                       |
| 10                                    | Shirogane Kei ne peut interroger / Shirogane Miyuki veut danser / Osaragi Kobachi veut surveiller / Le père de Shirogane veut savoir | 白銀圭は話せない / 白銀御行は踊りたい / 大仏こばちは取り締まりたい / 白銀父は聞き出したい Shirogane Kei wa hanasenai / Shirogane Miyuki wa odoritai / Osaragi Kobachi wa torishimaritai / Shirogane chichi wa kikidashitai | 13 juin 2020                          |
| [Chapitres 83-84-85-86-87]            | | |                                       |
| 11                                    | C'est ainsi qu'Ishigami Yū ferma les yeux (3) / Shirogane Miyuki et Ishigami Yū / Ōtomo Kyōko ne le remarque pas                     | そして石上優は目を閉じた③ / 白銀御行と石上優 / 大友京子は気づかない Soshite Ishigami Yū wa me o tojita (3) / Shirogane Miyuki to Ishigami Yū / Ōtomo Kyōko wa kizukanai                                                    | 20 juin 2020                          |
| [Chapitres 87-88-89-90]               | | |                                       |
| 12                                    | Le B.D.E. veut être photographié / Le B.D.E. veut photographier / Fujiwara Chika veut faire gonfler                                  | 生徒会は撮られたい / 生徒会は撮らせたい / 藤原千花は膨らませたい Seitokai wa tora retai / Seitokai wa tora setai / Fujiwara Chika wa fukurama setai                                                                        | 27 juin 2020                          |
| [Chapitres 100-101-91]                | | |                                       |

| Kaguya-sama: -Ultra Romantic- (3e saison) | Kaguya-sama: -Ultra Romantic- (3e saison) | Kaguya-sama: -Ultra Romantic- (3e saison) | Kaguya-sama: -Ultra Romantic- (3e saison) |
| No                                        | Titre de l'épisode en français | Titre original | Date de 1re diffusion                     |
| ----------------------------------------- | --- | --- | ----------------------------------------- |
| ONA                                       | Ishigami Yû veut raconter | 石上優は語りたい Ishigami Yū wa kataritai | 21 octobre 2021                           |
| [Chapitre 110]                            | | |                                           |
| 1                                         | Iino Miko veut être apaisée / Kaguya ne se rend pas compte / Fujiwara Chika veut affronter                                                     | 伊井野ミコは癒されたい / かぐや様は気づかない / 藤原千花は闘いたい Iino Miko wa iyasaretai / Kaguya-sama wa kizukanai / Fujiwara Chika wa tatakaitai                                                        | 9 avril 2022                              |
| [Chapitres 95-102-117]                    | | |                                           |
| 2                                         | Shirogane Miyuki veut temporiser / Kaguya veut le sortir de là / Kaguya veut entraver                                                          | 白銀御行は取り持ちたい / かぐや様は連れ出したい / かぐや様は阻止したい Shirogane Miyuki wa torimochitai / Kaguya-sama wa tsuredashitai / Kaguya-sama wa soshishitai                                         | 16 avril 2022                             |
| [Chapitres 103-93-94]                     | | |                                           |
| 3                                         | Kashiwagi Nagisa veut condamner / Shijô Maki veut agir / Shirogane Miyuki veut qu'on lui fasse confiance                                       | 柏木渚は誅したい / 四条眞妃は何とかしたい / 白銀御行は信じられたい Kashiwagi Nagisa wa chūshitai / Shijō Maki wa nantoka shitai / Shirogane Miyuki wa shinjiraretai                                         | 23 avril 2022                             |
| [Chapitres 97-98-99]                      | | |                                           |
| 4                                         | La mission impossible de Shinomiya Kaguya, « La coquille de l'hirondelle » p.1 / Ishigami Yû veut répondre / Fujiwara Chika veut rester dormir | 四宮かぐやの無理難題「燕の子安貝」編① / 石上優はこたえたい / 藤原千花は泊まりたい Shinomiya Kaguya no muri nandai « Tsubame no koyasugai » Hen ichi / Ishigami Yū wa kotaetai / Fujiwara Chika wa tomaritai | 30 avril 2022                             |
| [Chapitres 104-105-106]                   | | |                                           |
| 5                                         | Fujiwara Chika veut graver / Hayasaka Ai veut discuter / Shijô Maki veut de l'aide                                                             | 藤原千花は刻みたい / 早坂愛は話したい / 四条眞妃は頼りたい Fujiwara Chika wa kizamitai / Hayasaka Ai wa hanashitai / Shijō Maki wa tayoritai                                                                | 7 mai 2022                                |
| [Chapitres 107-108-109]                   | | |                                           |
| 6                                         | Le BDE veut avancer / Shirogane Miyuki veut une déclaration 2 / Shirogane Miyuki veut une déclaration 3                                        | 生徒会は進みたい / 白銀御行は告らせたい② / 白銀御行は告らせたい③ Seitokai wa susumitai / Shirogane Miyuki wa kokurasetai ni / Shirogane Miyuki wa kokurasetai san                                           | 14 mai 2022                               |
| [Chapitres 111-113-114]                   | | |                                           |
| 7                                         | Iino Miko ne peut pas aimer 1 / On veut parler du festival / Shirogane Miyuki veut gonfler                                                     | 伊井野ミコは愛せない① / 文化祭を語りたい / 白銀御行は膨らませたい Iino Miko wa aisenai ichi / Bunkasai o kataritai / Shirogane Miyuki wa fukuramasetai                                                      | 21 mai 2022                               |
| [Chapitres 115-116-118]                   | | |                                           |
| 8                                         | Shirogane Kei veut se vanter / À propos de Shinomiya Kaguya 2 / Kaguya veut se déclarer                                                        | 白銀圭は見せつけたい / 四宮かぐやについて② / かぐや様は告りたい Shirogane Kei wa misetsuketai / Shinomiya Kaguya ni tsuite ni / Kaguya-sama wa tsugeritai                                                   | 28 mai 2022                               |
| [Chapitres 119-120-122]                   | | |                                           |
| 9                                         | Année de seconde, printemps / Le festival de Kaguya / Le festival d'Ishigami Yû                                                                | 1年生 春 / かぐや様の文化祭 / 石上優の文化祭 Ichinensei haru / Kaguya-sama no bunkasai / Ishigami Yū no bunkasai                                                                                            | 4 juin 2022                               |
| [Chapitres 121-123-124]                   | | |                                           |
| 10                                        | Makihara Kozue veut s'amuser / Fujiwara Chika veut dévoiler / Le festival de Shirogane Miyuki                                                  | 槇原こずえは遊びたい / 藤原千花は暴きたい / 白銀御行の文化祭 Makihara Kozue wa asobitai / Fujiwara Chika wa abakitai / Shirogane Miyuki no bunkasai                                                         | 11 juin 2022                              |
| [Chapitres 125-126-127-128]               | | |                                           |
| 11                                        | Shirogane Miyuki veut une déclaration 4 / Koyasu Tsubame veut refuser / Shirogane Miyuki veut une déclaration 5                                | 白銀御行は告らせたい④ / 子安つばめは断りたい / 白銀御行は告らせたい⑤ Shirogane Miyuki wa kokurasetai yon / Koyasu Tsubame wa kotowaritai / Shirogane Miyuki wa kokurasetai go                               | 18 juin 2022                              |
| [Chapitres 129-130-131]                   | | |                                           |
| 12                                        | Kaguya veut se déclarer 2 / Kaguya veut se déclarer 3 / Les deux déclarations, première partie                                                 | かぐや様は告りたい② / かぐや様は告りたい③ / 「二つの告白」前編 Kaguya-sama wa tsugeritai ni / Kaguya-sama wa tsugeritai san / « Futatsu no kokuhaku » Zenpen                                                | 25 juin 2022                              |
| [Chapitres 132-133-134]                   | | |                                           |
| 13                                        | Les deux déclarations, deuxième partie / Fête de clôture de l'académie Shûchiin                                                                | 「二つの告白」後編 / 秀知院は後夜祭 « Futatsu no kokuhaku » Kōhen / Shuchiin wa matsuri | 25 juin 2022                              |
| [Chapitres 135-136-137-138]               | | |                                           |

#### Musique
Pour la première saison, la chanson du générique d'ouverture est interprétée par Masayuki Suzuki en collaboration avec Rikka Ihara (ja). Celle du générique de fermeture est, quant à elle, interprétée par halca,.
Pour la seconde saison, la chanson du générique d'ouverture est de nouveau réalisée par Masayuki Suzuki, mais cette fois-ci avec Airi Suzuki en collaboration. Celle du générique de fermeture est interprétée quant à elle par Haruka Fukuhara (ja),.
Pour la troisième saison, la chanson du générique d'ouverture est de nouveau réalisée par Masayuki Suzuki, mais cette fois-ci en collaboration avec Suu du groupe Silent Siren. Celle du générique de fermeture est interprétée quant à elle par Airi Suzuki.
Pour le film prenant suite après la troisième saison, la chanson du générique d'ouverture est de nouveau réalisée par Masayuki Suzuki avec la participation de Reni Takagi. Celle du générique de fermeture est interprétée de nouveau par Ari Suzuki.

#### Diffusion
La première saison de l'anime est diffusée entre le 12 janvier et le 30 mars 2019 ; une seconde saison, entre le 11 avril et le 27 juin 2020 ; une OAV le 19 mai 2021 ; et une troisième saison diffusée entre le 9 avril et le 25 juin 2022.
L'anime est disponible en France sur Crunchyroll.

### Films
Une adaptation en prises de vues réelles, Kaguya-sama: Love is War, sort le 6 septembre 2019 au Japon. Annoncée par Shūeisha en février 2019, elle est réalisée par Hayato Kawai avec un scénario écrit par Yūichi Tokunaga et une bande originale composée par Kōji Endō; le tournage se déroule entre mars et avril 2019. La chanson thème du film, intitulée koi-wazurai, est interprétée par le groupe King & Prince (en). La chanson de DAOKO (en), Hajimemashite no kimochi o (はじめましての気持ちを), est également utilisé dans le film.
Après la première diffusion du film à la télévision sur TBS le 5 janvier 2021, les deux acteurs principaux Shō Hirano (ja) et Kanna Hashimoto ont annoncé une suite pour l'été de la même année. Sous le titre provisoire de Kaguya-sama wa kokurasetai 2: Tensai-tachi no renai zunōsen (かぐや様は告らせたい2〜天才たちの恋愛頭脳戦〜), le long métrage est sorti le 20 août 2021. La distribution des rôles et l'équipe de production restent identiques au premier film,. Le film sort le 20 août 2021 sous le titre Kaguya-sama Final: Love Is War (en). Son exploitation rapporte 164 000 000 yen durant la première semaine d'exploitation.

## Kaguya-sama: Love Is War–  The Stairway to Adulthood
Une adaptation est annoncée en juin 2025.

## Accueil

### Prix et classements
Le manga a remporté le troisième Next Manga Awards dans la catégorie des bandes dessinées pour les mangas publiés au format livre imprimé en 2017.
La série est la 4e sur une liste de mangas recommandés des libraires japonaises selon le sondage du Zenkoku Shotenin ga Eranda Osusume Comic 2017 (全国書店員が選んだおすすめコミック2017, litt. « Bandes dessinées recommandées par les librairies nationales de 2017 »), mené par la libraire en ligne Honya Club et publié en février 2017,.
En août 2017, la série est classée 19e dans la « catégorie Comics » d'après les votes pour la troisième édition du « Grand prix Tsugini kuru manga » (次にくるマンガ大賞, Tsugini kuru manga taishō), organisé par le magazine Da Vinci de Media Factory et le site web Niconico,.
La série est classée 46e dans la liste de la 19e édition du Book of the Year du magazine Da Vinci en 2019.
Pour la 65e édition du prix Shōgakukan se déroulant en 2019, la série est lauréat dans la catégorie du « meilleur manga général ».
Kaguya-sama: Love is War est lauréat pour le Grand prix de la librairie numérique BookWalker en 2019.

### Réception critique
Rebecca Silverman d'Anime News Network a fait une critique positive de la série, la qualifiant de « l'un des prémisses les plus uniques en matière de comédie romantique ». Elle a noté que le deuxième volume était meilleur que le premier, indiquant l'évolution de l'auteur et en faisant la remarque que cela était de bon augure pour la durabilité de la série. Elle était plus ambivalente à propos des dessins, affirmant qu'il manquait de peaufinage et que les visages en particulier avaient tendance à en souffrir.

### Ventes
La série s'est vendue à plus d'un million d'exemplaires en juillet 2017.
En juin 2018, le total cumulatif des volumes vendues de la série a dépassé les 2,4 millions d'exemplaires. 3 millions de copies ont été imprimées en octobre 2018. Le tirage total de la série principale s'élève à 3,5 millions de copies en décembre 2018.
Celui-ci atteint les 4,5 millions d'exemplaires en février 2019,. En décembre 2019, le tirage a dépassé les 9 millions de copies.
En juillet 2020, le tirage a atteint les 12 millions de copies. Le tirage de la série passe à 14 millions d'exemplaires en janvier 2021.
La série est la quatrième la plus vendue de BookWalker, l'une des plus grandes librairies numériques au Japon, pour le premier semestre de 2019. Kaguya-sama: Love is War figure à la 9e place du classement de l'Oricon des mangas les plus vendus en 2019 avec 4 096 492 copies écoulées.
En septembre 2023 Pika annonce que la série s'est vendu à 450 000 exemplaires en France.